# Không có triệu chứng
Trong y học, một căn bệnh được coi là không có triệu chứng nếu bệnh nhân là người mang mầm bệnh hoặc nhiễm trùng nhưng không có triệu chứng.  Một tình trạng có thể không có triệu chứng nếu nó không hiển thị các triệu chứng đáng chú ý mà nó thường liên quan.  Nhiễm trùng không triệu chứng còn được gọi là nhiễm trùng cận lâm sàng.  Các bệnh khác (như bệnh tâm thần) có thể được coi là cận lâm sàng nếu chúng biểu hiện một số nhưng không phải tất cả các triệu chứng cần thiết cho chẩn đoán lâm sàng.  Thuật ngữ im lặng lâm sàng cũng được sử dụng.
Biết rằng một bệnh là không có triệu chứng là rất quan trọng bởi vì:
- Nó có thể phát triển các triệu chứng sau đó và do đó yêu cầu theo dõi và chờ đợi hoặc điều trị sớm.
- Nó có thể tự giải quyết hoặc trở nên lành tính.
- Một người được yêu cầu phải trải qua điều trị để không gây ra các vấn đề y tế sau này như huyết áp cao và tăng lipid máu.[1]
- Hãy cảnh giác với các vấn đề có thể xảy ra: suy giáp không triệu chứng làm cho một người dễ bị hội chứng Wernicke-Korsakoff hoặc beri-beri sau khi tiêm glucose tĩnh mạch.[2]
- Người bị ảnh hưởng có thể bị nhiễm trùng và vô tình lây bệnh cho người khác.

Một ví dụ về một bệnh không có triệu chứng là Cytomegalovirus (CMV) là thành viên của nhóm virus herpes.  "Người ta ước tính rằng 1% trong số tất cả trẻ sơ sinh bị nhiễm CMV, nhưng phần lớn các trường hợp nhiễm trùng không có triệu chứng."  (Knox, 1983; Kumar et al. 1984)  Trong một số bệnh, tỷ lệ các trường hợp không có triệu chứng có thể quan trọng.  Ví dụ, trong bệnh đa xơ cứng, người ta ước tính rằng khoảng 25% các trường hợp không có triệu chứng, là những trường hợp này được phát hiện sau khi chết hoặc chỉ do trùng hợp ngẫu nhiên (như phát hiện ngẫu nhiên) trong khi điều trị các bệnh khác.

## Điều kiện
Tình trạng không có triệu chứng có thể không được phát hiện cho đến khi bệnh nhân trải qua các xét nghiệm y tế (X-quang hoặc xét nghiệm khác).  Một số người có thể vẫn không có triệu chứng trong một khoảng thời gian dài đáng kể; chẳng hạn như những người bị một số dạng ung thư.  Nếu một bệnh nhân không có triệu chứng, các bước phòng ngừa phải được thực hiện.
Cấu trúc di truyền cá nhân của bệnh nhân có thể trì hoãn hoặc ngăn chặn sự xuất hiện của các triệu chứng.
Một số bệnh chỉ được xác định lâm sàng, như AIDS khi so sánh với nhiễm HIV.  Do đó, thật vô nghĩa khi nói về "bệnh AIDS không triệu chứng".  Khái niệm về các bệnh được xác định lâm sàng có liên quan theo một cách nào đó đến khái niệm hội chứng.